# 闵尔昌
闵尔昌（1872年—1948年），初名真，字葆之，号黄山，晚号复翁，江都（今扬州）人。
早年任袁世凯幕僚，曾参与修纂《清儒学案》，個性耿介。工於詩，時称“一时鸾凤”。編《碑傳集補》六十卷。